# Amblyseius bidibidi
Amblyseius bidibidi är en spindeldjursart som först beskrevs av Elsie Collyer 1964.  Amblyseius bidibidi ingår i släktet Amblyseius och familjen Phytoseiidae. Inga underarter finns listade i Catalogue of Life.